# Regeringen Stubb
Regeringen Stubb var Republiken Finlands 73:e regering, som bildades den 24 juni 2014. Regeringschef var Samlingspartiets ordförande Alexander Stubb. Ministären efterträdde Jyrki Katainens regering som begärt avsked den 18 juni samma år och var sammansatt på motsvarande sätt. 
Förutom Samlingspartiet ingick också Finlands socialdemokratiska parti, Svenska folkpartiet i Finland och Kristdemokraterna i Finland i regeringen. Regeringspartierna hade tillsammans 102 av riksdagens 200 mandat. Ursprungligen ingick även Gröna förbundet, men det partiet lämnade i september 2014 regeringen i protest mot beslutet att godkänna uppförandet av ett nytt kärnkraftverk i Pyhäjoki. Regeringen Stubb avgick  i maj 2015 och efterträddes av regeringen Sipilä.

## Ministrar
| Titel                                           | Namn | Namn                 | Tillträdde        | Avgick            | Parti               |
| ----------------------------------------------- | ---- | -------------------- | ----------------- | ----------------- | ------------------- |
| Statsminister                                   |      | Alexander Stubb      | 24 juni 2014      | 29 maj 2015       | Samlingspartiet     |
| Finansminister Statsministerns ställföreträdare |      | Antti Rinne          | 24 juni 2014      | 29 maj 2015       | Socialdemokraterna  |
| Utrikesminister                                 |      | Erkki Tuomioja       | 24 juni 2014      | 29 maj 2015       | Socialdemokraterna  |
| Europa- och utrikeshandelsminister              |      | Lenita Toivakka      | 24 juni 2014      | 29 maj 2015       | Samlingspartiet     |
| Utvecklingsminister                             |      | Pekka Haavisto       | 24 juni 2014      | 26 september 2014 | De gröna            |
| Utvecklingsminister                             |      | Sirpa Paatero        | 26 september 2014 | 29 maj 2015       | Socialdemokraterna  |
| Justitieminister                                |      | Anna-Maja Henriksson | 24 juni 2014      | 29 maj 2015       | Svenska folkpartiet |
| Inrikesminister                                 |      | Päivi Räsänen        | 24 juni 2014      | 29 maj 2015       | Kristdemokraterna   |
| Försvarsminister                                |      | Carl Haglund         | 24 juni 2014      | 29 maj 2015       | Svenska folkpartiet |
| Trafik- och kommunminister                      |      | Paula Risikko        | 24 juni 2014      | 29 maj 2015       | Samlingspartiet     |
| Undervisnings- och kommunikationsminister       |      | Krista Kiuru         | 24 juni 2014      | 29 maj 2015       | Socialdemokraterna  |
| Kultur- och bostadsminister                     |      | Pia Viitanen         | 24 juni 2014      | 29 maj 2015       | Socialdemokraterna  |
| Jord- och skogsbruksminister                    |      | Petteri Orpo         | 24 juni 2014      | 29 maj 2015       | Samlingspartiet     |
| Näringsminister                                 |      | Jan Vapaavuori       | 24 juni 2014      | 29 maj 2015       | Samlingspartiet     |
| Arbetsminister                                  |      | Lauri Ihalainen      | 24 juni 2014      | 29 maj 2015       | Socialdemokraterna  |
| Social- och hälsovårdsminister                  |      | Laura Räty           | 24 juni 2014      | 29 maj 2015       | Samlingspartiet     |
| Omsorgsminister                                 |      | Susanna Huovinen     | 24 juni 2014      | 29 maj 2015       | Socialdemokraterna  |
| Miljöminister                                   |      | Ville Niinistö       | 24 juni 2014      | 26 september 2014 | De gröna            |
| Miljöminister                                   |      | Sanni Grahn-Laasonen | 26 september 2014 | 29 maj 2015       | Samlingspartiet     |